# فلوریندا بولکن
فلوریندا بولکن (انگلیسی: Florinda Bolkan؛ زادهٔ ۱۵ فوریهٔ ۱۹۴۱) هنرپیشه اهل برزیل است. وی از سال ۱۹۶۸ میلادی تاکنون مشغول فعالیت بوده‌است.
از فیلم‌هایی که وی در آن نقش داشته است می‌توان به یک کارآگاه، آب‌نبات، دام، بعضی دخترها و فصلی در دوزخ اشاره کرد.